# 高所呼吸器

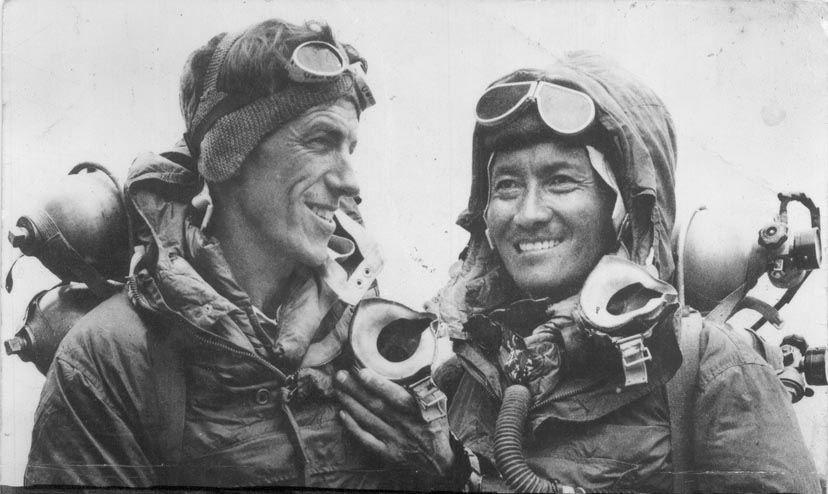
エドモンド・ヒラリーとテンジン・ノルゲイ、1953年5月29日、開放式（オープン・サーキット）酸素補給を使用してエベレスト初登頂に成功した後の写真

高所呼吸器（こうしょこきゅうき）とは、大気中の酸素分圧が任務に不十分な高度で人がより効果的に呼吸することを可能にする呼吸器であり、長期または短期にわたって意識や生命を維持することができる。
高所呼吸器は、いくつかの観点から次のような分類が考えられる。
- 用途別：航空用呼吸器と登山用呼吸器。

- 呼吸によるガス源: 内蔵型ガス供給源、または遠隔から供給される
- ガス呼吸回路のタイプ別: 開回路、半閉回路、閉回路
- ガス供給タイプ別: 定流量、オンデマンド供給、または補助
- 換気駆動力によるもの: 人間の呼吸努力、または外部動力による機械的な補助
- ガスの組成: 空気、酸素富化空気、純酸素

呼吸マスク（インターフェース）は、呼吸器が人間と装置の間で呼吸ガスを使用者との間で呼吸ガスの流れを導く送達システムである。。何らかの形の面体、フード、またはヘルメットが通常である。

## 高地での呼吸
高所呼吸器は、自然大気の酸素分圧が身体活動、意識、生命を維持するには不十分であるが、大気圧は加圧服を必要としないほど十分である非加圧（大気圧）航空活動や登山活動に使用される。

### 高度ゾーン
高所(High Altitude)ː 1,500 ～ 3,500 メートル (4,900 ～ 11,500 フィート) では、酸素分圧の低下により、運動能力の低下や呼吸数の増加などの生理学的影響が生じる。。健康な人の酸素飽和度は通常まだ 90% 以上だが、動脈血PO2は減少している。 
超高所(Very High Altitude) ː高度 3,500 ～ 5,500 メートル (11,500 ～ 18,000 フィート) では、酸素飽和度が 90% 未満に低下し、運動中や睡眠中に極度の低酸素血症が発生したり、高地肺水腫が発生したりする程度に動脈血 PO2 が低下する。この範囲では重度の高山病がよく発生する。
極度高所(Extreme Altitude) ː高度 5,500 メートル (18,000 フィート) 以上では、高度順応を超える生理学的機能の進行性の低下を伴う、重度の低酸素血症、低炭酸ガス血症、およびアルカローシスが予想される。したがって、この高度範囲には人間の居住地はない。
これより上のゾーンは、大気圧で 100% の純酸素でも圧力が不十分であり、実行可能な吸入酸素圧力を提供するには何らかの形で加圧する必要がある。選択肢には、与圧服を使用した部分加圧と宇宙服での完全加圧がある。

### 生理学的影響
生理学的効率ゾーンとして知られる海抜から約 3,000 m (10,000 フィート) までの地域では、酸素レベルは通常、人間が酸素を補給しなくても機能するのに十分な高さであり、高山減圧症になることはまれである。
生理学的欠乏ゾーンは、3,600 m (12,000 フィート) から約 15,000 m (50,000 フィート) までが相当する。このゾーンでは、低酸素症、閉じ込められたガスの異常（体内に閉じ込められたガスが膨張する）、発生ガスの異常（窒素などの溶存ガスが組織内に形成される可能性がある、つまり減圧症）のリスクが増加する。約 4,300 m (14,000 フィート) を超える高度では、下層大気で利用可能な酸素分圧に近い酸素を豊富に含む混合呼吸が必要になる。12,000 m (40,000 フィート) を超える高度では、陽圧下で酸素を供給する必要がある。  15,000 m (49,000 フィート) を超えると、肺が二酸化炭素を排出する圧力 (約 87 mmHg) が外気圧を超えるため、呼吸ができなくなる。 19,000 m (62,000 フィート) 以上では、として知られています。アームストロング限界に達すると、喉や肺に露出した体液は通常の体温で沸騰してしまい、与圧服が必要になる。一般に、3,000 m (10,000 フィート) 相当の高度を維持するには 100% の純酸素が使用される。
高度 8,000 メートル (26,000 フィート) 以上はデスゾーンである。

### 生理的順応
長時間留まれば人間は高度 5,200 ～ 5,500 メートル (17,000 ～ 18,000 フィート) の間では高地順応が可能である。
しかし、高地での救助活動では救助チームを迅速に派遣する必要があり、順応するのに必要な時間は確保できない。したがって、約 3,700 メートル (12,000 フィート) 以上では酸素呼吸器が必要になる。
航空業界では、一般に高地順応する機会はない。呼吸器は、人間が海面またはその近くで飛行を開始することを想定している。

## 使用法
100% 酸素の場合、高度 10,000 メートル (34,000 フィート) で海面と同等の酸素分圧を維持できる。 12,000 メートル (40,000 フィート) を超える高度では、100% 酸素による陽圧呼吸が不可欠となる。これは、陽圧がなければ、13,000 メートル (43,000 フィート) を超える高度にごく短時間でも曝露しただけでも意識喪失につながるためである。酸素節約装置は、酸素 100% 未満の大気圧呼吸が可能な低高度でのガス使用効率を向上させるために、開回路呼吸器とともに使用できる。
高度が十分に高い場合、空気中の酸素分圧は、順応した後でも有用な仕事や意識を維持するには不十分であり、さらに高い高度では人間の生命を維持できない。大気圧でより高い酸素含有量のガスを呼吸することが実行可能な解決策である。
加圧された航空機のキャビンと同等の高度 (約 8000 フィート) を提供するのに十分な酸素の補給は、多くの目的に十分だが、海面相当の濃度 ( PO2約 0.21bar) など、より高い濃度では、有酸素運動の能力が向上する。しかしながら、実際の運用では酸素を節約し、呼吸器の重量を最小限に抑えるためにバランスをとる必要がある。

### 実用的観点
吸入分圧を海面相当値、または周囲大気の分圧よりも大きいその他の固定値にするために必要な酸素の補給量は、高度の関数であり、高度の上昇とともに圧力降下に正比例して増加する。実際に使用される補助酸素の量は、運動のレベルに応じて分時呼吸量にも比例する。

### ドロップタンク
すべてのボンベの重量が山頂を上り下りするのを避けるために、1 つ以上のボンベをルートに沿って保管し、帰り道で拾う。これは、登山当日の酸素供給に 2 本以上のボンベを使用することを意味しており、酸素供給は最大18 時間続く可能性があり、1本のボンベで約 6 時間の使用が現実的な選択となる。単一ボンベが使用されている場合、この戦略は使えない。

## 呼吸器の種類

### 高地補助酸素
登山用呼吸器は、自然の低酸素環境において大気から得られる酸素よりも高濃度の酸素を供給する。軽量であることと、体温の水蒸気が飽和している呼気からの霜の付着で窒息しないことなど、厳しい寒さでも信頼できることが必要となる。 
純酸素を呼吸すると、血液中の酸素分圧が上昇する。エベレスト山頂で純酸素を呼吸する登山者は、海面で空気を呼吸するよりも血中酸素分圧が高くなる。これにより、高所でより大きな身体能力を発揮できるようになる。リブリーザーの二酸化炭素吸収反応は発熱反応であり、使用中のスクラバーの内容物の凍結を防ぎ、使用者からの熱損失を減らすのに役立つ。しかし、不使用時は凍結しやすくなる。
非加圧航空機と高高度パラシュート降下には、登山と同様の要件と作業環境となるが、重量はそれほど問題にならない。

### 閉回路酸素リブリーザー
閉回路システムでは、未使用の酸素は保持されて再呼吸されるため、利用率は 100% に近くなりる、高度の上昇による膨張や呼吸ループからの偶発的な漏れにより、ある程度の損失が発生する可能性がある。
酸素の圧力が長期間にわたって約0.5バールを超えると、酸素中毒の危険性があり、これは大気圧が海面の値の約半分である高度5500メートル以下で発生する可能性がある。
閉回路酸素リブリーザーは、酸素の使用という点では最も効率的だが、比較的かさばり、酸素供給に十分な量の二酸化炭素吸収剤を使用する必要があり、定期的に交換する必要がある。酸素の供給が失敗し、ループが適切にパージされていないか、周囲の空気によって汚染されている場合、ループのガスは周囲の大気よりも低酸素になる可能性がある。酸素モニタリングがない場合、使用者は酸素濃度の低下に気付かない可能性がある。
リブリーザーのさらなる潜在的な利点として、二酸化炭素の吸収反応が発熱性であり、十分に断熱されていれば呼吸回路内のガスを暖かく保ち、湿度を保って脱水症状を軽減できることが挙げられる。欠点としては、スクラバーの重量、回路内で湿気が凝縮して凍結する問題が挙げられる。湿気によりガス通路が閉塞され、スクラバーが閉塞する可能性がある。スクラバーが凍結した場合は、反応を再開する前に解凍する必要があり、反応が十分に行われる温度まで暖まるまでに時間がかかる。

### 開回路希釈デマンドレギュレータ
希釈デマンドレギュレーターは、第二次世界大戦中の高高度飛行用に開発された。希釈デマンドレギュレーターは、レギュレーター内のオリフィスからマスク内に外気を取り込み、同時にレギュレーター内のデマンド・バルブから純酸素を供給する。航空用では、周囲空気のオリフィスの大きさはアネロイドバルブオペレーターによって制御され、大気圧に正比例する。 高度が上がるにつれて圧力が下がり、オリフィスが小さくなるため、使用者にはより高い割合の酸素が供給され、正しく校正されていれば、混合気中の酸素分圧は海抜0.21バールに近い値でほぼ一定に保たれる。このシステムは、周囲の酸素と貯蔵酸素の組み合わせを効率的に利用する。アネロイドバルブオペレーターの機能は、地上での使用には、よりシンプルで軽量かつ頑丈な手動操作のオリフィスセレクターノブで代用することができ、より軽量で信頼性が高く、少し効率が悪く、使用者による適切な選択を必要とする段階的な流量を与える。また、使用者が個人的なニーズに合わせて流量を手動で調整することもできる。手動で調整するため、飛行には適しておらず、高度を急激に変化させない歩行者に適している。オリフィスとレギュレーターを通る流量は、吸入の流量に敏感で、高度が高いほど酸素分圧がやや高くなるように設計できる。

## 酸素源

### 酸素ボンベ
酸素ボンベは高圧圧縮酸素、医療用酸素、飛行士用酸素として広く知られている。 航空機の場合、ボンベの重量は通常重要ではなく、材料の選択は購入価格や耐用年数などの経済的考慮事項に影響される可能性がある。登山の場合、多くの使用者は軽量化のためにコストを厭わず、高圧フィラメント巻きボンベが好まれる傾向にある。

### 酸素濃縮機
電力使用に制限がなく、固定場所で作業を行う場合には、酸素濃縮器が効果的な解決策となる可能性がある。酸素濃縮器は、窒素を選択的に除去してガス供給源 (通常は周囲空気) から酸素を濃縮し、酸素富化生成ガス流を供給する装置である。産業用や酸素療法用の医療機器としても使用されている。 一般的に使用される 2 つの方法は、圧力スイング吸着法(PSA法)と分離膜を用いる方法である。酸素を高い割合で補給する必要がない場合に最も効率的になる。
圧力スイング吸着酸素濃縮装置は、モレキュラーシーブを使用してガスを吸着し、高圧で大気中の窒素をゼオライト鉱物に急速に圧力スイング吸着することで動作する。したがって、このタイプの吸着システムは機能的には窒素スクラバーであり、主要ガスとして酸素を残し、他の雰囲気ガスを通過させる。膜を通したガスの分離も圧力駆動プロセスであり、原動力は原料の入口と製品の出口の間の圧力差である。このプロセスで使用される膜は一般に非多孔質層であるため、膜を介した重大なガス漏れは発生しない。膜の性能は透過性と選択性に依存する。透過性はガス分子のサイズに影響される。大きなガス分子は拡散係数が低くなる。膜ガス分離装置は通常、膜モジュールにガスを送り込み、拡散率と溶解度の違いに基づいて目的のガスを分離する。製品ガスは、適切な呼吸装置を介して使用者に直接供給できる。
パルスドーズ (断続流またはオンデマンドとも呼ばれる) 携帯型酸素濃縮器は最小のユニットで、重量はわずか 5 ポンド (2.3 kg) である。このユニットは、各呼吸の開始時に設定量 (ボーラス) の酸素富化空気を投与する。これにより、生理的死腔を超えて肺のガス交換領域に到達する可能性が最も高くなる。酸素を効率的に利用する能力は、ユニットをコンパクトに保つ鍵となる。

### 液体酸素
液体酸素は分子状酸素の液体の形態である。密度は 1.141 キログラム/リットル (71.2 ポンド/立方フィート) で、液体の水よりわずかに密度が高く、凝固点 54.36 K (-218.79 °C; -361.82 °F) と1 bar (15 psi)下で沸点 90.19 K (-182.96 °C; -297.33 °F)  の極低温である。液体酸素の膨張率は 1:861 であり、このため、輸送可能な呼吸用酸素源として一部の民間航空機や軍用航空機で使用されている。

### 化学酸素発生器

化学酸素発生器のダイアグラム

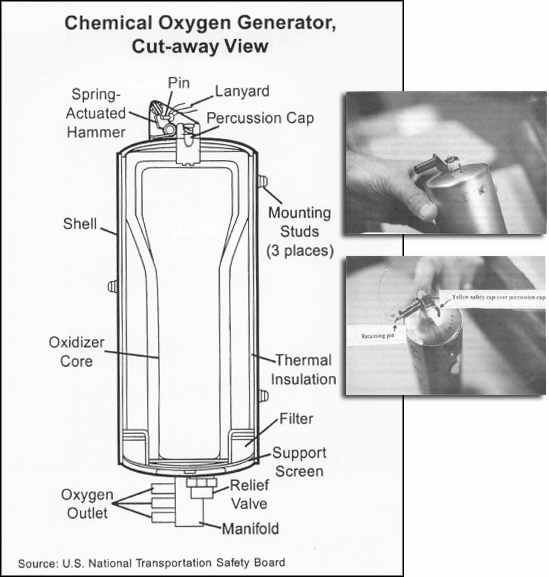
化学酸素発生器の断面図

化学酸素発生器は、化学反応を介して酸素を放出する装置である。酸素源は通常、無機超酸化物、塩素酸塩、または過塩素酸塩がある。オゾン化物は、もう一つの有望な酸素源グループである。ソ連宇宙計画の初期の有人ミッションでは、超酸化カリウムが酸素源として使用された。発生器は通常、撃針が雷管を打つことによって点火され、化学反応を開始し酸素を放出する。化学反応は通常発熱を伴うため、発生器は潜在的な火災の危険性がある。
民間航空機は、機内の圧力が失われた場合に乗客を保護するために化学酸素発生器を用いて緊急酸素を供給する（一方、コックピットの乗組員には通常、圧縮酸素ボンベから酸素が供給される）。酸化剤の大部分は塩素酸ナトリウム (NaClO3) で、5% 未満の過酸化バリウム (BaO2) と 1% 未満の過塩素酸カリウム (KClO4) が混合されている。雷管内の爆発物はスチフェニン酸鉛とテトラゼン爆発物の混合物であある。化学反応は発熱し、キャニスターの外殻温度は 260 °C (500 °F) に達する。 12～22分間にわたって酸素を生成する。

## 航空
特定の用途に応じて、さまざまな航空用酸素システムと供給方法が利用可能である。酸素源には、化学酸素発生装置、高圧携帯用気体酸素貯蔵システム (ガスシリンダー)、オンボード酸素発生システム (酸素濃縮装置)、または液体酸素システムがある。
化学的酸素発生器は、与圧客室内の乗客用の緊急酸素システムの供給源として、大型民間航空機で一般的である。このシステムは軽量で、通常、航空機が緊急降下する間に約 10 分間の酸素補給を提供する分散システムとして設計されている。システムは一度起動すると停止することができず、使用後に毎回交換する必要がある。
オンボード酸素発生システム (OBOGS) は、エンジンから圧縮空気を抽気し、酸素濃縮器を使用して窒素を除去して酸素含有量を高め、客室の圧力と温度への供給を調整する。このシステムは継続的に利用可能であり、エンジンの稼働中に新鮮なガスを生成する。
液体酸素 (LOX) は、高圧ガスボンベよりも軽く、必要なスペースが少ないため、一部のジェット機で使用されている。

### フライトクルー呼吸器
固定式保護呼吸装置 (PBE) は運航乗務員が使用するために設置されており、乗組員が使用できるように少なくとも 1 台のポータブル ユニットをフライトデッキまたはその近くに用意する必要がある。飛行中にアクセス可能なコンパートメント内の消火活動のために、乗組員が追加の携帯用保護呼吸装置を利用できるようにする必要がある。機器は、飛行中にそのエリアにいる可能性のある最大数の乗組員が利用できるようにしなければならない。
PBE は、フライトデッキ勤務中または消火活動中、煙、二酸化炭素、その他の有害なガスから使用者を保護する必要があり、目、鼻、口を覆うマスク (フルフェイスピース)を用いるか、鼻と口を覆うマスク (鼻マスク) と追加の保護メガネを併用する必要がある。マスクは他の乗組員との効果的なコミュニケーションと無線機器の使用を可能にしなければならない。目の保護具は眼鏡の着用を可能にし、視力に悪影響を及ぼさないものでなければならない。
この装置は、連続流またはデマンド システムを介して、高度 8,000 フィートの機内で、毎分 30 リットルの毎分呼吸量で少なくとも 15 分間、すべての使用者に呼吸ガスを供給する必要がある。また、使用環境の酸素濃度を大きく増加させてはならない。

### 航空機緊急酸素システム

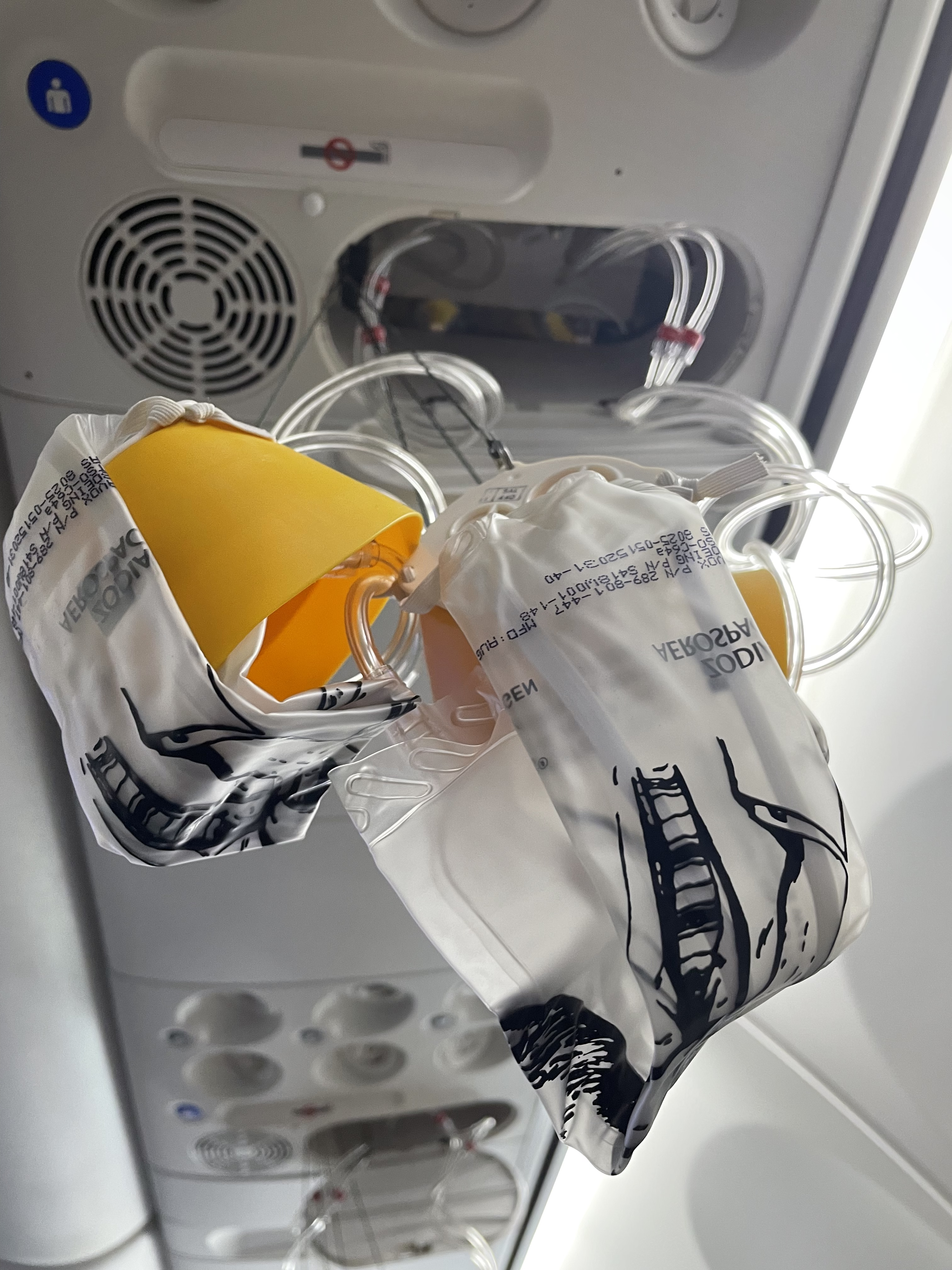
展開された乗客用緊急酸素マスク

航空機緊急酸素システムまたはエアマスクは、与圧された民間航空機に取り付けられた緊急装備であり、客室与圧システムが故障し、客室高度が安全レベルを超えた場合に使用することを目的としている。これは、乗客の座席付近やトイレや調理室などのエリアの近くの区画に保管されている多数の個別の黄色の酸素マスクと、集中型高圧ガス酸素ボンベや分散型化学酸素発生装置などの酸素源で構成されている。

## 高所登山
高地登山では、エベレストやその他の 8000メートル峰に登る場合、通常、携帯用酸素装置の使用が必要だが、一部の登山家、特にアルパインスタイルの登山家は意図的に無酸素でエベレストに登っている (たとえば、1978 年ラインホルト・メスナーが始めた。装置は開回路 (補助) または閉回路がある。 1953 年のイギリスのエベレスト登山隊は両方のタイプを使用した。
航空用呼吸器と登山用呼吸器が使用される基本条件にはかなりの類似点があるが、交換を不可能にするほどの相違点がある。一つは飛行士とは異なり、登山者は装備が故障した場合に安全な高度まですぐに降下できないため、装備が信頼できるものでなければならない点である。加えて、登山者が個人的に呼吸装置を携行しなければならないため、酸素を補給することで得られる利点が、装置の体積と重量が大きくなるという欠点を上回らなければならない。その他の要件としては、追加される呼吸仕事量が低くなければならないこと、装置が低温でも機能すること、熱と湿度の保存が望ましいことなどが挙げられる。登山の高度範囲は限られており、加圧の必要性はない。
理論的に利用可能な投与システムには、リザーバーなしの定流量システム（シンプルで信頼性が高いが、無駄が非常に多い）、リザーバー付き定流量システム（使用者の需要に合わせると単純な定流量よりも効率的で、比較的シンプルで信頼性が高い）、デマンドバルブシステム（使用者の需要に自動的に追従するが、吸入したガスの大部分をデッドスペースで無駄にする）、パルスドーズデマンドシステム（デッドスペースで無駄になるガスは少ないが、信頼性の問題が生じる比較的複雑な制御システムに依存する）、または閉回路システム（非常に効率的だが、かさばって重い二酸化炭素スクラバーが必要で、継続的に使用していない場合は凍結しやすくなる）がある。比較的信頼性が高いため、 リザーバーマスクを使用する定流量システムが主に使用されている。

### 使用されている製品

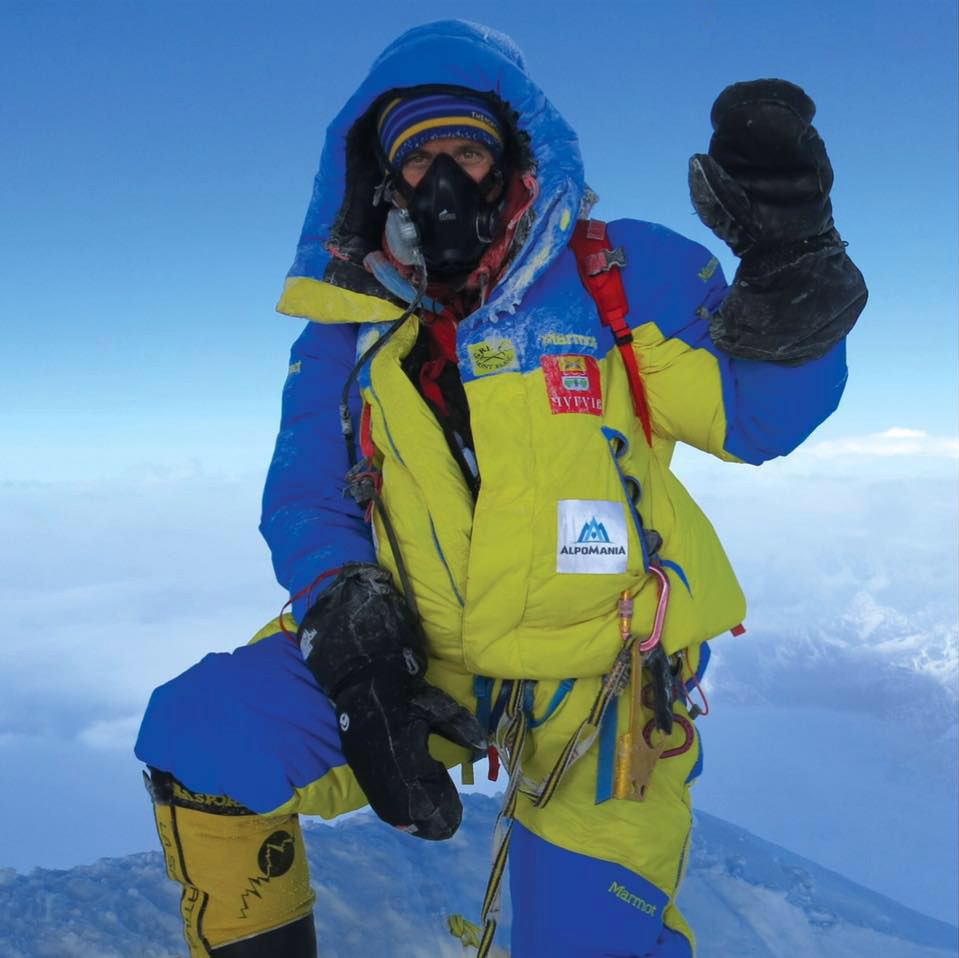
2019年、酸素マスクを付けたエベレスト登山者

Poisk が製造する一般的に使用される製品では、摂氏 20 度で 260 Bar まで充填された 3 つの高圧複合材タンクが使用される。シリンダーの寸法は、長さ 19 インチ (480 mm)、直径 4.25 インチ (108 mm)、重量は 2.7 キログラム (6.0 ポンド) 未満。毎分 2 リットルの流量で、タンクはそれぞれ約 6.5 時間持続する。内部容積は、Poisk によって 3 ～ 4 リットルと見積もられている。  2種類の呼吸マスクを使用する。 1 つは登山用、もう 1 つは休息と睡眠用で、熱と湿度の交換器が含まれている。これらのマスクは、顔の皮膚のさまざまな領域を密閉して、接触圧力の問題を軽減する。どちらのタイプのマスクでもリザーバーバッグが使用されており、現在の呼吸数に合わせて流量が正しく設定されている場合、リザーバーバッグが吸気の終わりに完全に収縮し、呼気の終わりまでに完全に膨張するようにすることで、酸素消費を節約できる。一部のフィールドユーザーによるメンテナンスは、スペアパーツキットを使用して行うことができる。
Poisk レギュレーターは、毎分 1 ～ 4 リットルの間で 0.25 リットルずつ調整できる定流量バルブである。質量は 0.35 kg である。
Poiskは、鼻カニューレ付きの小型マスクを使用し、吸入開始時の圧力降下によって酸素をパルスで供給する製品を作った。これはガスの使用に効率的なシステムであり、運ぶ必要のあるガスは少なる一方、電子機器とバッテリーに依存しているため、低温では耐久性が低くなる。また、リブリーザーマスクシステムよりかさばらず、視界の妨げにもならない。装置は信頼性が低いことが判明し、定流量システムに戻された。シリコンカニューレは現在でも医療部品として入手可能である。
2023 年に市場投入される Summit Oxygen システムは、毎分 0.5 リットルから最大毎分 4 リットルまでのステップで定流量調整器を使用する。革新的な点は、流量セレクターが供給ホース上にあり、簡単にアクセスできるため、現在の運動量に合わせてより頻繁に調整できるため、酸素をより効率的に使用できる点である。使用されるシリンダーは 4 リットル 300 バールで、充填時の質量は 3.89 kg である。外気入口バルブは、リザーバー内の酸素が吸入されるまで外気の吸入を防ぎ、排気バルブは、生理学的死腔にあった二酸化炭素がほとんど含まれていない呼気の開始時に、呼気ガスをリザーバーバッグに分流するのに十分な背圧を提供する。.

## 登山用呼吸器の歴史

### 1920〜 1930年代
英国の遠征隊はすべて、登山家の先駆者ジョージ・フィンチ、ノエル・オデル、ピーター・ロイドが提唱した開回路酸素装置を使用した。開回路酸素装置は、1922 年と 1924 年の英国エベレスト遠征で試された。 1921 年の遠征で持参したボトル入り酸素は使用されなかった。ジョージ・フィンチによって設計され、1922 年と 1924 年に使用された4本の酸素ボンベと開回路酸素用の運搬フレームの重さは合計32 ポンド (14.5 kg) だった。フィンチはジェフリー・ブルースとともに、1922 年にエベレストの標高 27,250 フィートに到達した。
登山者はシリンダーを 2 つずつしか携行しないこともあった。 4 本のシリンダーには合計 960 リットルの酸素が入っており、標準速度 2 リットル/分で 8 時間、2.2 L/分で 7 時間持続する。 1924年にジョージ・マロリーとアンドリュー・アーヴィンがエベレスト登頂に挑戦したのは、酸素を使ったエベレスト初の登頂挑戦であった。 マロリーとアーヴィンはそれぞれシリンダーを2本ずつ運んでいた。
1938 年の英国のエベレスト登山隊は、開回路装置だけでなく閉回路装置も試したが、閉回路装置は成功しなかった

### エベレスト初登頂
1953年、トム・ブルディヨンとチャールズ・エヴァンスの最初の登山隊は、ブルディヨンとその父親が開発した閉回路酸素リブリーザーを使用し、前例のない速度で頂上から90メートル以内まで登った。しかし、スクラバーを補充したときにリブリーザーの 1 つが故障したため、頂上まで到達することはできなかった。Tリブリーザーがこれほど速く登ることができるのは、リブリーザーによって供給される純粋な酸素を呼吸するという生理学的利点に起因する。 1930 年代から 1950 年代には他の登山家も同様の装備を使用していたが、入手可能なリブリーザーは登山には重すぎて不快であることが判明し、より軽量なオープンサーキット装備が開発され、閉回路はその後 50 年間無視された。.
ブルディヨンとエヴァンスの 2 日後、エドモンド・ヒラリーとテンジン・ノルゲイの第 2 次登山隊は、大幅に改良された 22 ポンドの開回路連続フロー システムを使用して頂上に到達した。 酸素セットを使わずに山頂で10分間写真を撮った後、ヒラリーは「指がかなり不器用になり、動きが鈍くなってきた」と語った。
ジョン・ハントは、実験的な閉回路型を使用する2つの登山隊は、使用者がより速い登山速度を達成し、与えられた供給量でより長い範囲を潜在的に持つ（したがって、サウスコルのキャンプから山頂に到達できる可能性がある）にもかかわらず、あまりにも危険であると考えた。したがって、彼は1回の閉回路登山の後にすぐに開回路登山（必要なら3回目の攻撃）を行うことを提案した。使用されたタンクは、800リットルのジュラルミン軽合金シリンダー、または1,400リットルの酸素を保持するRAF鋼線巻きシリンダーであった（両方とも3,300 p.s.i.、227.5バールまたは22.75 MPa）。遠征隊は8セットの閉回路と12セットのオープンサーキットを使用し、オープンサーキットセットは1つのRAFシリンダーまたは1、2、または3つのジュラルミンシリンダーを使用した。セットの総重量は 28 ポンド、18 ポンド、29 1/2 ポンド、または 41 ポンド (12.7、8.2、13.4、または 18.6 kg) だった。21,500 フィート (6,600 m) 以上の標高で睡眠するときは、1 リットル/分の「夜間酸素」を使用した。また、アダプターを使用すると、スイス人が 1952 年に残した Drägerwerk 製のタンクの酸素を使用することができた。オープン サーキット セットと閉回路 セットの両方が凍結した。閉回路 セットは、新しい冷たいソーダ石灰キャニスターを挿入すると凍結した。
生理学者のグリフィス・ピューも、寒さと高度の影響を研究するため、1952 年のイギリスのチョー・オユ遠征に参加していた。ピューとマイケル・ウォードは、1952 年に標高 20,000 フィート (6,100 m) のメンルン・ラで行われた実験に基づいて、1953 年に次の勧告を行った。
- より多くの酸素を呼吸するほど、主観的な利益は大きくなる
- 重量によりパフォーマンスの向上が大幅に相殺される
- 最低限必要な流量は 4 リットル/分だった。戦前は1リットル/分、短時間（1～2分）だけ2リットル/分（1924年、オデルなど）または 2.25 リットル/分 (1922 年のフィンチとブルース)  (1938 年、ロイドとウォーレン) が使用された。
- 肺換気量が大幅に低下した。
- 脚の重さと疲労感が大幅に軽減された（ただし、持久力が改善されたかどうかはテストされていない）。

また、個人差が大きく、標高21,000フィート（6,400メートル）を超えることができない者もおり、酸素補給なしで標高27,000フィート（8,200メートル）を超えることができるのはおそらく例外的な者のみであり、1回の遠征で標高26,000フィート（7,900メートル）を超える高度に2度も到達できる者はほとんどいないことも指摘した。パフォーマンスは1952年の予想よりもいくらか良好で、主な効果は1日にこなす作業量の増加と主観的な状態が大きく改善したため、周囲に対する感謝の気持ちが高まったことだ。酸素供給を止めた後も幸福感は1時間以上続いた。ピューはまた、標高15,000フィート（4,600メートル）を超える高度で少なくとも36日間は順応すること、および閉回路装置を使用することを推奨した。

### 1953年エベレスト以降

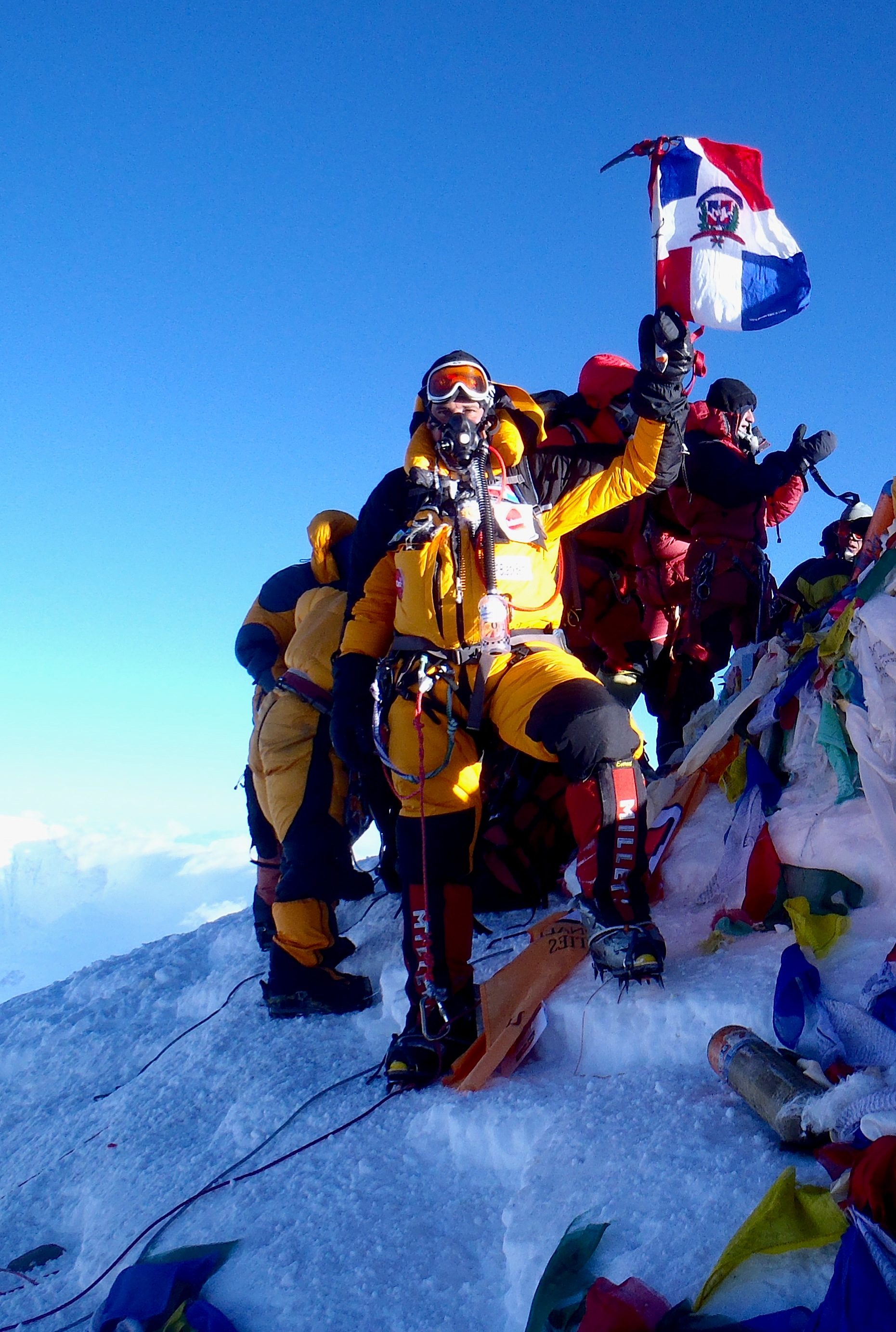
酸素マスクを着用してエベレストの頂上に登る登山家

米海軍の医師で登山家のトム・ホーンバインは、1963年のアメリカ遠征用にメイタグ社が製造した海軍パイロットが使用する呼吸マスクのデザインを改良した。これは、定流量調整器から酸素を蓄積し、吸入開始時に酸素を供給するリザーバーバッグへの逆流を防ぐ単一の逆止弁を備えた非リブリーザーマスクだった。 2013 年の時点でも、この基本設計はオープンサーキット登山用呼吸セットに使用されている。
1978年5月8日、ラインホルト・メスナーとピーター・ハーベラーは酸素補給なしでエベレスト初登頂に成功した。 メスナーは 1986 年までに 14 回の「8,000 メートル」すべてを酸素補給なしで登っていた。
1979 年にエベレストでレイ・ジュネとハンネローレ・シュマッツが死亡した原因として、ボトルに入った酸素の不足が指摘されている。
ロシアのメーカー Poisk は、1982 年以来、毎分 2 リットルで 6 時間の耐久性を備えた 3.5 kg の小型軽量のチタンとケブラーのフィラメントを巻いたシリンダーを使用し、毎分 0.25 リットルずつ、最大4リットルまで調整できるレギュレーターを備えた呼吸器を販売している。複数の小さなシリンダーにより貯蔵が可能になっている。
国際山岳ガイドは 1991 年に、毎分 3 リットルで 10 時間酸素を供給できる、より大きなシリンダーを選択した。
21 世紀までに、エベレスト山の人気の酸素システムの 1 つは炭素繊維強化アルミニウム ボトルを使用し、3 リットル、圧力3,000 ポンド/平方インチ（210bar）の酸素シリンダーの重量は 7 ポンド (3.2 kg)になった。 
2003年、Summit Oxygen社は、鼻カニューレとバッテリーを使用した電気制御によるデマンドパルスシステムを備えた試験的システムを導入したが、流量が需要に対して不十分であったため、より伝統的な連続流部分リブリーザーマスクシステムに戻った。

TopOut マスクは、3M R6311 マスクをベースにして 2004 年に導入された。
2013 年の時点で 6,500 回を超えるエベレスト登頂のうち、無酸素登頂は 100 回未満だった。

### 装置の信頼性
エベレストでは呼吸器の故障に関連した死者が多数出ている。 2019年の1回の遠征では、同じ日に9台の呼吸セットが故障したが、グループはすでに下山しており、装備を共有することでなんとか死亡者を回避できた。故障の原因とメカニズムについては公式には調査されていないが、目撃者らは過去20年間に少なくとも21件の危険な呼吸器故障が他にも発生していると主張している。これは、酸素を使用した登山の総数が 6500 回を超えていることから、重要な生命維持装置の故障率が最初の推定で約 0.5% であるという観点から考慮する必要がある。ニューヨーク・タイムズ紙は、機器のメンテナンスと補充のやり方に疑問があると報じた。機器製造業者は、当然のことながら、自社の施設で充填されていないシリンダーについては責任を負わない。また、故障が工場充填によるものかどうかは記録されていない。シリンダーは現地で再充填されることが多いということが知られている。報告されている故障モードには、シリンダーの漏れ、レギュレーターの故障、経験の浅い登山者によるオペレーターのミスなどが含まれる。故障のほとんどは Poisk 機器によるものと考えられるが、これは主に Poisk が最も一般的に使用されているブランドであるためである。Summit Oxygenレギュレータの故障も報告されている。 Poisk と Summit Oxygen はどちらも、品質に関しては一般的に良い評判を持っている。ニューヨーク・タイムズの記事は、ネパールの業界における規制の欠如と設備のメンテナンスの不十分さが問題の原因である可能性があることを示唆している。同記事では有効期限が記されていない古いボンベを使う登山業者がいることを指摘している。